# 瑞科 (狗)
瑞科（Rico，1994年12月13日- 2008年）是一隻雄性邊境牧羊犬，瑞科的飼主報告稱其能理解超過200個簡單的單詞，於是萊比錫的馬克斯·普朗克進化人類學研究所的動物心理學家茱莉安·卡明斯基（Juliane Kaminski）與同事對其進行了研究，這件事讓瑞科上了新聞。卡明斯基等人在《科學》上寫道，瑞科飼主的說法被證明是有道理的，40件物品中，瑞科平均能正確取回37件。瑞科在最後一次接觸物品後，還能記住物品名稱達四週。

## 測試和結果
卡明斯基等人使用嚴格的試驗計畫（Protocol）排除了聰明漢斯效應：瑞科知道名字的200個物品，隨機分配為10個物品一組，分配為20組。 主人和狗先在隔開的房間裡等待，實驗者會在實驗室內安置一組物品，然後再回到主人和狗的房間。接下來，實驗者會指示主人要求狗從隔壁房間中（依次）帶回兩件隨機揀選的物品。
瑞科的詞彙量大致上與受過語言訓練的猿類、海豚、海獅和鸚鵡相當。
瑞科對只接觸一次的新單詞也作出了正確的反應，顯然使用了犬類中相當於人類的快速映射的機制。根據上述用於排除聰明漢斯效應的試驗計畫，一個新物品會被放置在七個熟悉的物品旁，瑞科被告知要取回那件新物品，被告知的是牠以前從未聽過的詞。瑞科不僅可以正確取回該物品，也可以正確地對新物品的名稱作出反應，很可能是使用了排除法。

## 推斷
《自然》的專欄作家、耶魯大學的保羅·布盧姆是專門研究兒童如何習得語義學和語言的科學家，他對這項研究發表評論道：「對心理學家來說，狗可能作為新的黑猩猩」。他亦持保留意見，指出兒童是以多種方式學習新詞，但瑞科只透過成功取回物品的獎勵來學習。布盧姆稱：「如果有兒童是像瑞科那樣學習單詞，父母會尖叫著跑向離他們最近的神經科醫生。」
邊境牧羊犬被培育成能以巧妙的方式對人類的聲音命令及口哨的組合作出反應，從而成為傑出的牧羊犬。瑞科的聰明反應是否等同於任何一種語言理解，甚至他們是否表現出任何語言技能（除了區分聲音之間的差异）充其量只能說尚無法確定。
關於瑞科的能力有幾個懸而未決的問題，這可以進一步闡明狗的智力的本質：
- 除了取回物品之外，瑞科是否還有展示理解單詞的方式？
- 能否告訴瑞科不要去拿特定的物品（類似於告訴人類的孩子「不要碰！」）？
- 瑞科可以學會一個表示任何非小型並且可獲取之物品的單詞嗎？
- 非語言聲音能否產生相同的結果？

根據茱莉亞·費雪（Julia Fischer）的說法
「瑞科的本領告訴我們牠可以做簡單的邏輯思維......彷彿牠在對自己說：『我知道其他物品有名字，因此這個新詞不可以意指我所熟悉的玩具，而必須意指這個新東西。』亦或反其道而行：『我以前從未見過這個東西，所以這一定是它』。他實際上是在思考。」

## 流行文化中的瑞科
烏克蘭的獨立搖滾樂團「Poupée F」根據這個故事創作了一首名為「Rico the Clever」的歌。

## 外部連結
- Genome News Network article and photo （页面存档备份，存于）
- CBC article （页面存档备份，存于）
- Washington Post article and photo
- YouTube of The Wogans's video （页面存档备份，存于）
- 瑞科the Clever from Mockumentary EP by Poupée F （页面存档备份，存于）